# Maison Wiśniowiecki
La maison Wiśniowiecki est une famille princière polonaise d'origine ruthèno-lituanienne, portant les armoiries Korybut. Leurs domaines étaient principalement situés à l'Est de la couronne du royaume de Pologne et leur lieu de résidence principal était la ville de Loubny, en Ukraine. Cette famille s'est éteinte en 1744.

## Histoire
Selon la tradition familiale, les Wiśniowiecki descendraient des Gédiminides, ducs de Lituanie, et l'ancêtre de la famille serait le duc Kaributas, fils d'Olgierd, l'un des sept fils du Grand Prince Ghédimin.
Le nom de la famille Wiśniowiecki dérive du nom de leur fief ancestral Wiśniowiec (actuellement en Ukraine).
Les membres de la famille Wiśniowiecki portent le titre de Knèze (prince). À la fin du XVIe siècle, ils se convertissent de l'orthodoxie au catholicisme et se polonisent . Ils gagnent alors beaucoup d'influence dans le gouvernement de la république des Deux Nations, acquérant du XVIe au XVIIIe siècle de vastes possessions sur les territoires de l'Ukraine actuelle. Leurs domaines sont si vastes qu'ils comptent parmi les magnats les plus puissants du Royaume.
Le XVIIe siècle est l'âge d'or de la famille . Parmi les membres les plus notables de cette famille on trouve le chef de l'armée Jeremi Wiśniowiecki et son fils Michał Korybut Wiśniowiecki, roi de Pologne et grand-duc de Lituanie (1669-1673).

## Personnalités

En rouge, les possessions de la famille Wiśniowiecki

- Michał Zbaraski Wiśniowiecki (ru) (mort après 1516), prince à Wiśniowiec dont il prend le nom, fils aîné du knèze de Wasyl Zbaraski
- Aleksander Wiśniowiecki (ru) (vers 1500–1555), staroste de Rzeczyce
- Iwan Michałowicz Wiśniowiecki (ru) (mort après 1516)
- Michał Wiśniowiecki (1529–1584) (en) (1529–1584), castelan de Bracław et Kijów
- Aleksander Wisiowiecki (ru) (1543–1577)
- Dmytro Vychnevetsky ( ? – 1563), premier ataman des Cosaques d'Ukraine, hetman des Cosaques enregistrés
- Adam Wiśniowiecki (en) (vers 1566–1622)
- Marianna Wiśniowiecka (en) (1600–1624), épouse de Jakub Sobieski
- Michał Wiśniowiecki (en) ( ? - 1616), staroste de Owrucz
- Anna Wiśniowiecka, mariée au staroste de Lublin Zbigniew Firlej
- Dymitr Jerzy Wiśniowiecki (1631–1682), garde de la Couronne et hetman de la Couronne, voïvode de Bełz et Cracovie
- Jeremi Wiśniowiecki (1612–1651), prince à Wiśniowiec, Łubny et Chorol, voïvode de Ruthenie, marié avec Gryzelda Konstancja Zamoyska
- Michał Korybut Wiśniowiecki (1640-1673), roi de Pologne 1669–1673, marié avec Éléonor d'Autriche.
- Janusz Antoni Wiśniowiecki (1678–1741), voïvode de Vilnius.
- Konstanty Wiśniowiecki (pl) (vers 1516–1574), staroste de Żytomierz.
- Konstanty Wiśniowiecki (1564–1641), voïvode de Bełz et de Ruthénie, staroste de Czerkasy et Kamieniec Podolski.
- Janusz Wiśniowiecki (1598–1636), grand écuyer de la Couronne, staroste de Krzemieniec.
- Konstanty Krzysztof Wiśniowiecki (1633–1686), voïvode de Podlachie, de Bracław et Bełz.
- Michał Serwacy Wiśniowiecki (1680–1744), hetman de Lituanie, grand hetman, castellan de Vilnius, grand chancelier de Lituanie, voïvode de Vilnius. Le dernier descendent mâle de la famille[2]
- Urszula Franciszka Wiśniowiecka (1705–1753), épouse de Michał Kazimierz Radziwiłł dit Rybeńko